# Емілі Карр
Емілі Карр (англ. Emily Carr; 13 грудня 1871 — 2 березня 1945) — канадська художниця і письменниця, натхненна корінними народами північно-західного узбережжя Тихого океану. Одна з перших мисткинь у Канаді, яка прийняла модерністський та постімпресіоністський стиль. Карр не отримала широкого визнання за свою роботу, поки не змінила тематику зі спадщини корінних народів на пейзажну — зокрема, на лісові сцени. Як письменниця Карр була однією з перших хроніцисток у Британській Колумбії. Канадська енциклопедія описує її як «знакову постать Канади».

## Раннє життя

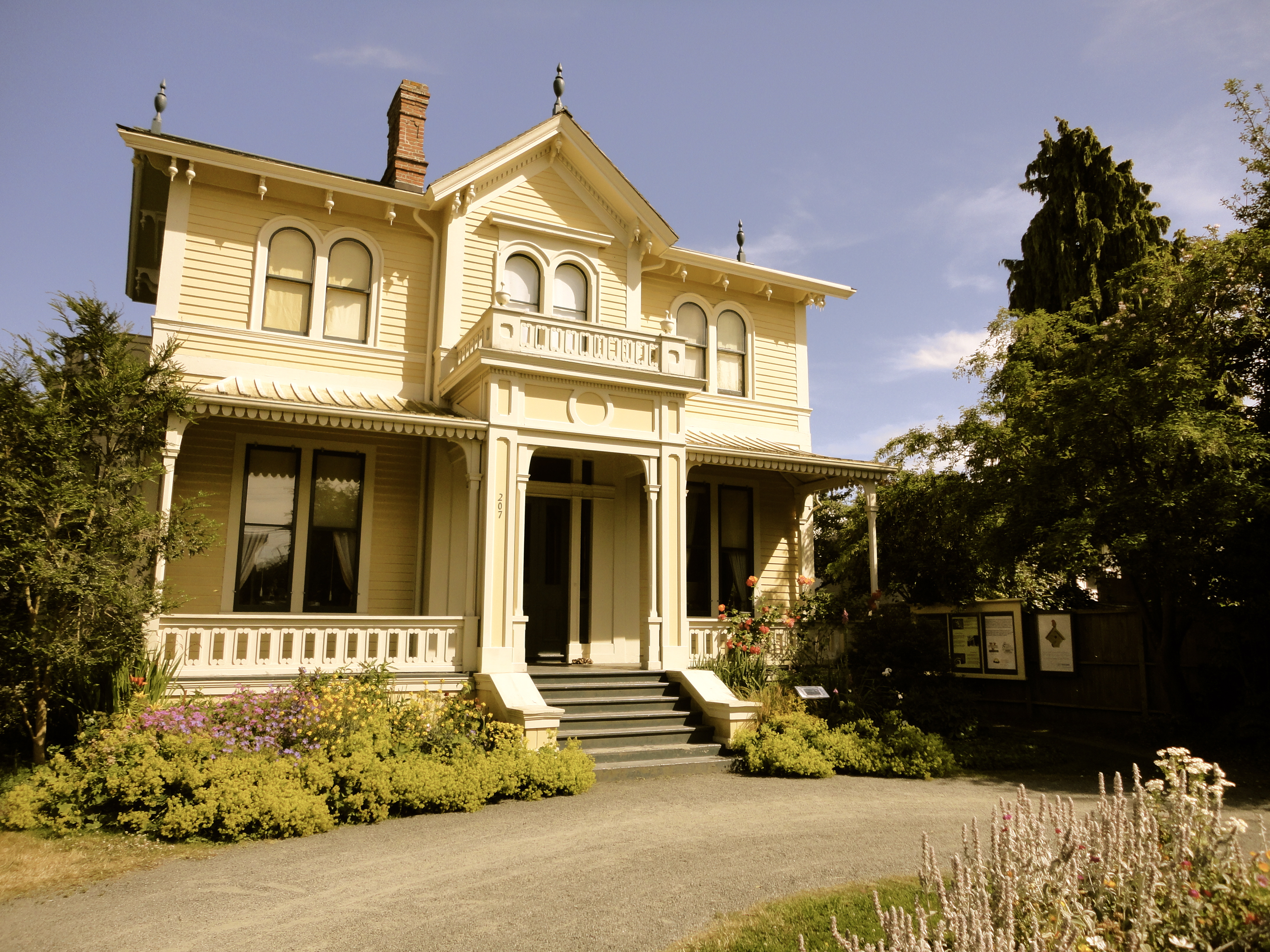
Будинок Емілі Карр, Government Street, Вікторія — нині об'єкт культурної спадщини

Емілі Карр народилась у Вікторії, Британська Колумбія, в 1871 — році, коли Британська Колумбія приєдналася до Канади, в англійській сім'ї Річарда Карра та Емілі (з дому Сондерс) Карр. Дім Каррів знаходився на Бірдкейдж-Вок (нині Ґавернмент-Стріт), в районі Джеймс-Бей, недалеко від палацу законодавчих зборів Вікторії, головного міста острова Ванкувер.
Дітей у сім'ї виховували за англійськими традиціями. Її батько вважав, що було логічно жити на острові Ванкувер, в колонії Великої Британії, практикуючи англійські звичаї та зберігаючи британське громадянство. Сімейний будинок був побудований в пишному англійському стилі, з високими стелями, вишуканими ліпними оздобами та світською вітальнею. Карр навчалася в пресвітеріанських традиціях, з недільними ранковими молитвами та вечірніми читаннями Біблії. Її батько загадував щоразу іншій дитині раз на тиждень виголошувати проповідь, і Емілі постійно мала проблеми з цими завданнями.
Її мати померла в 1886 р., а батько — у 1888. Опіка за рештою дітей перейшла на її найстаршу сестру Едіт Карр.
Батько Карр заохочував її мистецькі нахили, але лише в 1890 році, після смерті батьків, Емілі серйозно взялася вивчати мистецтво. Два роки (1890–92) навчалась у художньому інституті Сан-Франциско, перш ніж повернутися до Вікторії. У 1899 році Карр поїхала до Лондона, де навчалась у Вестмінстерській школі мистецтв. Карр також побувала в індіанській місії Нутка в місті Юклулет у 1898 р. Вона також відвідала сільську мистецьку спільноту в Сент-Айвзі (Корнволл), повернувшись до Британської Колумбії в 1905 році. Карр спробувала викладати мистецтво у Ванкувері в «Жіночому мистецькому клубі», який вона провадила не більше місяця — учениці незлюбили її через те, що вона грубо поводилась на заняттях, курила та лаяла їх, через що учениці почали бойкотувати її заняття

## Перші роботи про корінних мешканців
У 1898 році у 27-річному віці Карр здійснила першу з кількох мистецьких подорожей до сіл корінних мешканців, де вона робила замальовки та писала картини. Вона зупинилася в селі недалеко від Юклулета на західному узбережжі острова Ванкувер, де мешкали люди племені Нуу-ча-нулт, відомі тоді серед англійців як «нутка». У пізніших спогадах Карр казала, що час перебування в Юклулеті «справив на неї тривале враження». Її інтерес до життя корінних народів був підсилений поїздкою на Аляску дев'ятьма роками пізніше з її сестрою Еліс. У 1912 році Карр здійснила поїздку на пленер до сіл корінних народів до Гайда-Ґваї, річки Верхня Скіна та затоки Алерт-Бей. Навіть після того, як Карр покинула села тихоокеанського північного заходу, вплив місцевих народів на її мистецтво залишився сильним. Карр прийняла індіанське ім'я Клі Вік, вона пізніше обрала його як заголовок одного зі своїх прозових творів.

## Робота у Франції
Вирішивши глибше зануритись у мистецькі течії нового століття, які бурхливо розвивались, у 1910 році Карр повернулася до Європи, щоб навчатися в Академії Колароссі в Парижі. На Монпарнасі, разом зі своєю сестрою Еліс, Емілі Карр познайомилася за рекомендаційним листом з художником-модерністом Гаррі Ґіббом. Переглянувши його роботи, вони з сестрою були вражені та заінтриговані його використанням деформацій та яскравих кольорів; вона писала: «Пейзажі містера Ґібба і натюрморт мене вразили — блискучі, соковиті, чисті. Та проти деформацій його оголених натур щось у мені бунтувало». Її знайомство з Ґіббом та вивчення його техніки вплинули на неї, сформували її власний стиль живопису; вона прийняла яскраву кольорову палітру, покинувши пастельні кольори, засвоєні нею раніше під час британського періоду навчання.

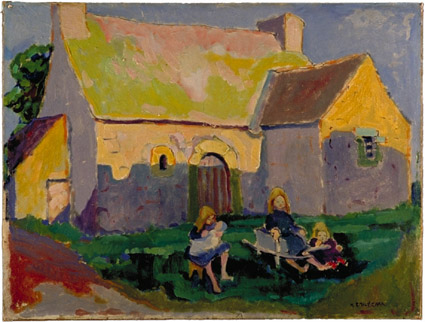
Емілі Карр, Бретонська церква, полотно, олія, 1906

Карр зазнала значного впливу постімпресіоністів та фовістів, з якими вона познайомилась та разом навчалась у Франції. Повернувшись додому в 1912 році, вона влаштувала у своїй майстерні виставку сімдесятьох акварелей та олійних творів, характерних для її періоду навчання у Франції. Вона була першою художницею, яка показала фовізм у Ванкувері.

## Повернення до Канади
У березні 1912 року Карр відкрила студію на Західному Бродвеї, 1465, у Ванкувері. Не знайшовши серед місцевої публіки підтримки щодо її радикально нового стилю, сміливої палітри кольорів без деталізації, вона закрила студію та повернулася до Вікторії. Влітку 1912 Карр знову вирушила на північ, до Гайда-Ґваї і річки Скіна, де вона документувала мистецтво народів гайда, Gitxsan і цімшианів. У поселенні Кумшева, селі Гайда на острові Морсбі, вона написала:

Кумшева така, ніби весь час у мжичці, весь час затуманена мрякою, там листя все висить намокле… ці сильні молоді дерева… проросли довкруги предковічного різьбленого крука, ховаючи його від рвучких вітрів тепер, коли він став старим, трухлявим… пам'ять Кумшеви занурена в велику самотність, вкрита мрякою дощу.
Оригінальний текст (англ.)
Cumshewa seems always to drip, always to be blurred with mist, its foliage always to hang wet-heavy ... these strong young trees ... grew up round the dilapidated old raven, sheltering him from the tearing winds now that he was old and rotting ... the memory of Cumshewa is of a great lonesomeness smothered in a blur of rain.
— Emily Carr, Klee Wyck.
Карр зробила ескізи різьбленого крука, з яких згодом виникла її епохальна картина Великий Крук. Тану, — ще одна картина, натхненна роботами з колекції цієї поїздки, зображує три тотеми на фоні хатин в однойменному селі. Повернувшись на південь, Карр організувала виставку деяких із цих робіт. Вона прочитала ґрунтовну лекцію про відвідані нею поселення місцевих племен, на завершення якої виголосила свою місію:

Я славлю наш чудесний Захід і сподіваюсь залишити по собі деякі свідчення його колишньої примітивної величі. Вони повинні бути для нас, канадців, тим, чим реліквії стародавніх Бритів є для англійців. Ще кілька років — і вони кануть навіки у мовчазне небуття, тому я далі збиратиму мою колекцію, доки вони не пропадуть назавше.
Оригінальний текст (англ.)
I glory in our wonderful west and I hope to leave behind me some of the relics of its first primitive greatness.  These things should be to us Canadians what the ancient Briton's relics are to the English. Only a few more years and they will be gone forever into silent nothingness and I would gather my collection together before they are forever past.
— 
Хоча вона отримала окремі позитивні відгуки на її роботу, навіть щодо нового «французького» стилю, Карр розуміла, що реакція Ванкувера на її роботу та новий стиль була недостатньо позитивною, щоб підтримати її кар'єру. Про це вона роказує у своїй книзі «Growing Pains». Вона твердо вирішила покинути викладання і працю у Ванкувері, і в 1913 році повертається до Вікторії, де ще жили декотрі з її сестер.
Протягом наступних 15 років Карр мало малювала. Вона провадила пансіонат, відомий як «Будинок всяких різних». Це було символічною назвою пансіонату, який дав їй вихідний матеріал для її майбутньої книги. Намагаючись забезпечити себе фінансово та обмежена обставинами життя у Вікторії, Карр у цей період намалювала лише кілька робіт, за місцевими мотивами: скелі на Даллас-роуд, дерева в парку Бікон-Гілл. Її власна оцінка того періоду полягала в тому, що вона перестала малювати, що було не зовсім точно, хоча «арт перестав бути головним рушієм її життя».

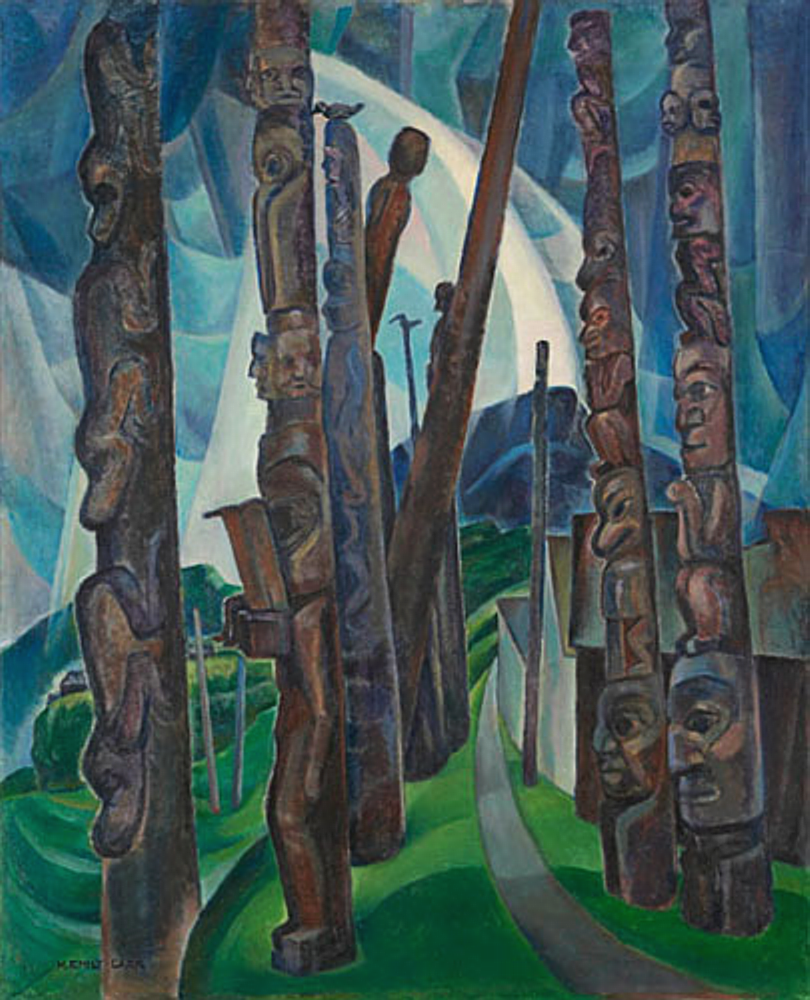
Емілі Карр, Кітванкул, 1928 рік

## Ріст визнання
З часом робота Карра привернула увагу кількох впливових та добродійних людей, зокрема Маріуса Барбо, видатного етнолога Національного музею в Оттаві. У свою чергу Барбо переконав Еріка Брауна, директора Національної галереї Канади, відвідати Карр у 1927 р. Браун запропонував Карр виставити її роботи в Національній галереї в рамках виставки про мистецтво аборигенів Західного узбережжя. Карр відправила 26 олійних картин на схід, разом зі зразками кераміки та ткацтва за взорами корінних народів. Експозиція, до якої також увійшли роботи Едвіна Голґейта та А.Й. Джексона, виставлялась у Торонто та Монреалі.
Карр продовжувала подорожувати наприкінці 1920-х та 1930-х років далеко від Вікторії. Остання її поїздка на північ була влітку 1928 року, коли вона відвідала річки Насс і Скіна, а також Гайда-Ґваї, раніше відомі як Острови королеви Шарлотти. Вона також подорожувала до Френдлі-Ков та північно-східного узбережжя острова Ванкувер, а потім до Лілуета в 1933 році. Визнання її мистецтва постійно зростало, і її роботи виставлялися в Лондоні, Парижі, Вашингтоні, окрузі Колумбія та Амстердамі, а також у великих канадських містах. Карр мала свою першу персональну виставку на сході Канади в 1935 році в галереї Жіночої художньої асоціації Канади в Торонто.

## Зв'язок із Групою Сімох

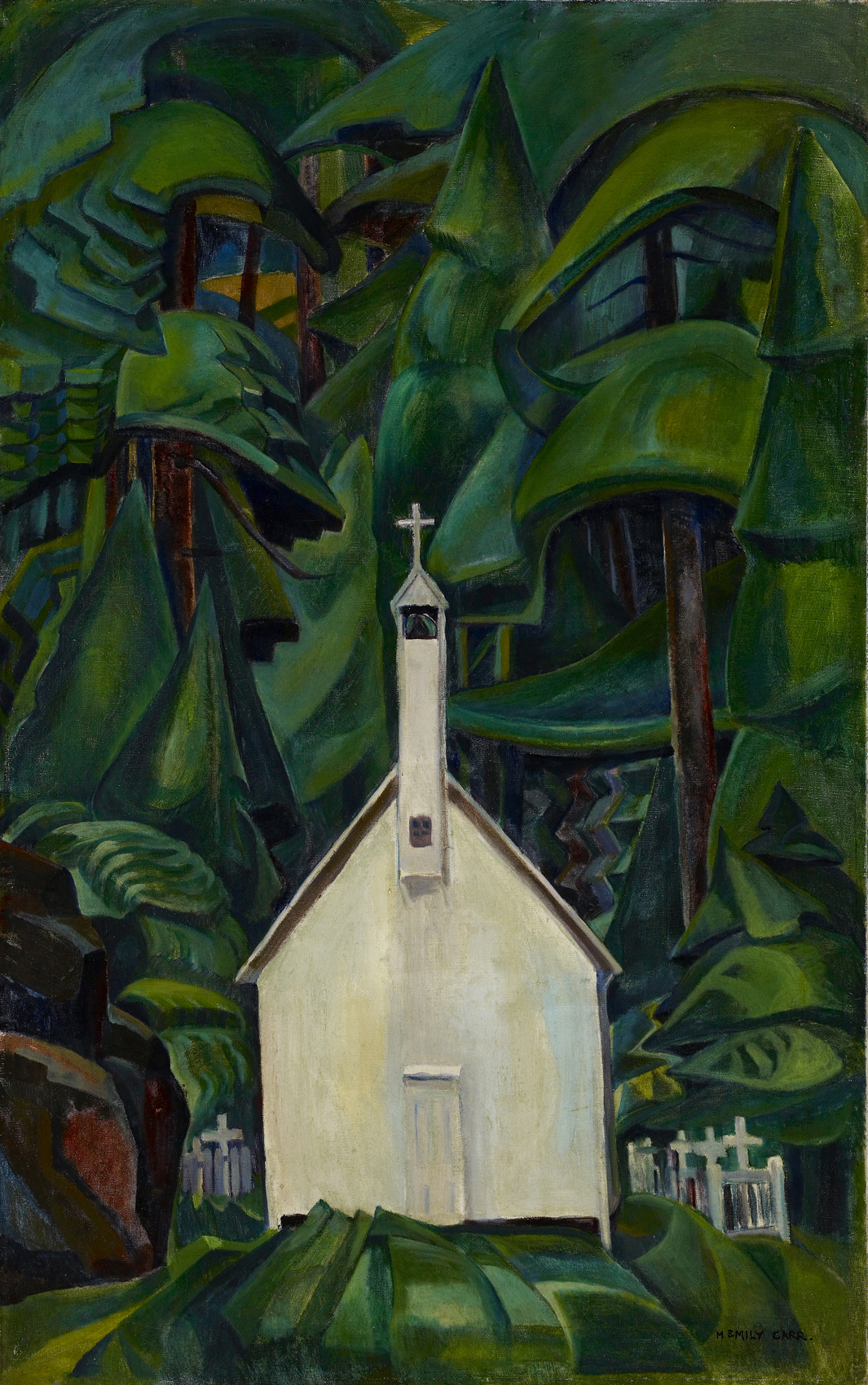
Емілі Карр, Індіанська церква, 1929 рік. Лорен Гарріс купив картину та виставив її у своєму домі. Він вважав її найкращим твором Карр.

Саме на виставці мистецтва аборигенів Західного узбережжя в Національній галереї в 1927 році Карр вперше зустрілася з членами Групи Сімох, на той час найвідомішими сучасними художниками Канади. Лорен Гарріс із Групи надав їй особливо суттєву підтримку: «— Ти одна з нас», — сказав він Карр, вітаючи її в рядах провідних модерністів Канади. Зустріч закінчила художню ізоляцію Карр попередніх 15 років, що стало стимулом до одного з найбільш плідних періодів та створення багатьох її найвизначніших робіт. Завдяки своєму широкому листуванню з Гаррісом Карр також усвідомила і засвоїла північноєвропейський символізм.
Група вплинула на художнє спрямування Карр, і зокрема особисто Лорен Гарріс, — не лише своєю творчістю, але й вірою в теософію. Карр намагалася поєднати ці погляди зі своєю власною концепцією бога. Недовіра Карр до інституційної релігії превалює у значній частині її мистецтва. Вона потрапила під вплив теософської ідеї, як і багато художників того часу, і почала формувати нове бачення бога як природи. Вона вела на свій спосіб духовне життя, відкидаючи Церкву як релігійну установу. Вона писала первісні пейзажі, знайдені в канадській глушині, містично натхненні великим духом.

## Вплив північно-західної тихоокеанської школи
У 1924 і 1925 роках Карр брала участь у виставках Північно-західної школи мистецтв у Сіетлі, Вашинґтон. Один з учасників виставки Макс Тобі поїхав відвідати її у Вікторії восени 1928 року і провадив навчальний курс вдосконалення для професійних митців у її студії. Працюючи з Тобі, Емілі Карр поглибила своє розуміння сучасного мистецтва, експериментуючи з повною абстракцією та з кубізмом, але все ж не зайшла в цьому аж так далеко, як Тобі

Я не була готова до абстракції. Я прикипіла до землі у її чудових формах, — масної, трав'яної й соковитої. Я прагнула чути її голос і її пульс.
Оригінальний текст (англ.)
I was not ready for abstraction. I clung to earth and her dear shapes, her density, her herbage, her juice. I wanted her volume and I wanted to hear her throb.— 
Незважаючи на те, що Карр висловила власну неприхильність щодо абстракції, Ванкуверська художня галерея, головний куратор творчості Карр, фіксує в її творчості цього період відмову від документального імпульсу, та перевагу зосередження на емоційних переживаннях та міфологічному змістові, закладеному в тотемічних різьбах. Вона покинула своє живописання реальності і практикувала постімпресіоністичний стиль на користь створення високостилізованих і абстрагованих геометричних форм.

## Зміна фокусу та пізні роки життя

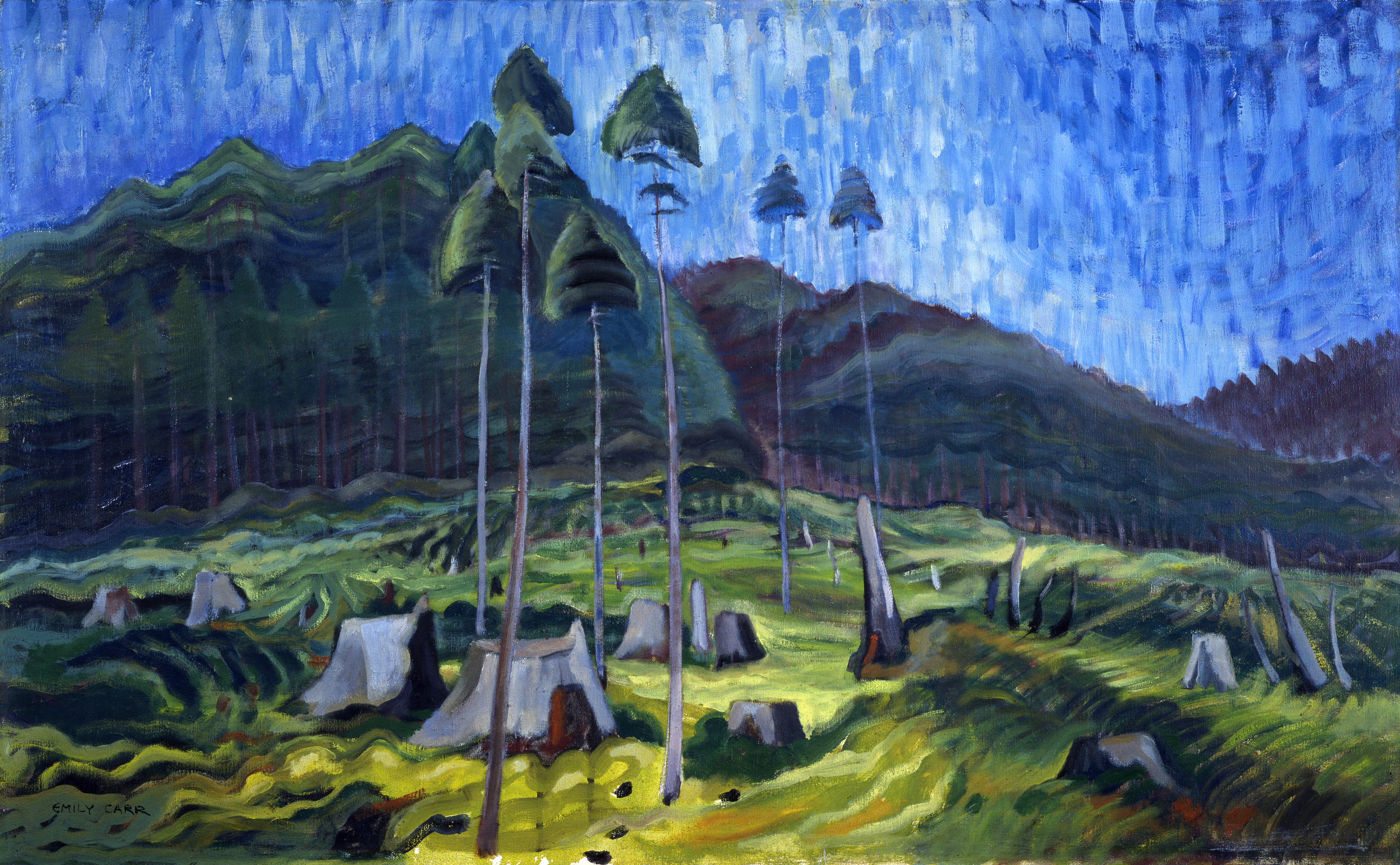
Емілі Карр, Залишки й кінці, 1939

У 1937 році Карр перенесла серцевий напад, а в 1939 році — ще один, що змусило її переїхати до сестри Еліс, щоб одужати. У 1940 році Карр перенесла серйозний інсульт, а в 1942 році у неї стався ще один інфаркт. Не маючи більше змоги подорожувати, вона переключила увагу з живопису на письмо. Редакційна допомога приятеля Карр Айри Ділворта, професора англійської мови, дала їй можливість опублікувати її першу книгу, Клі Вік, яка вийшла в 1941 році Того ж року за цей твір Карр була нагороджена премією генерал-губернатора Канади в документальній галузі.
Картини останнього десятиліття Карр виявляють її зростаючу тривогу з приводу впливу промисловості на довкілля на ландшафт Британської Колумбії. Її роботи з цього часу відображали її все більшу стурбованість промисловими рубками, їх екологічними наслідками та посяганням на життя корінного населення. У картині «Залишки й кінці» (англ. Odds and Ends) з 1939 року «…вирубані угіддя та пні дерев переносять увагу глядача від величних лісових пейзажів, які манили європейських та американських мандрівників на Західне узбережжя, на оголені та позбавлені лісів простори».
Емілі Карр перенесла свій останній серцевий напад і померла 2 березня 1945 року в готелі James Bay Inn у своєму рідному місті Вікторія у Британській Колумбії, незадовго до того, як мала отримати від Університету Британської Колумбії почесний докторський ступінь. Карр похована на кладовищі Росс-Бей у Вікторії.

## Творчість

### Живопис

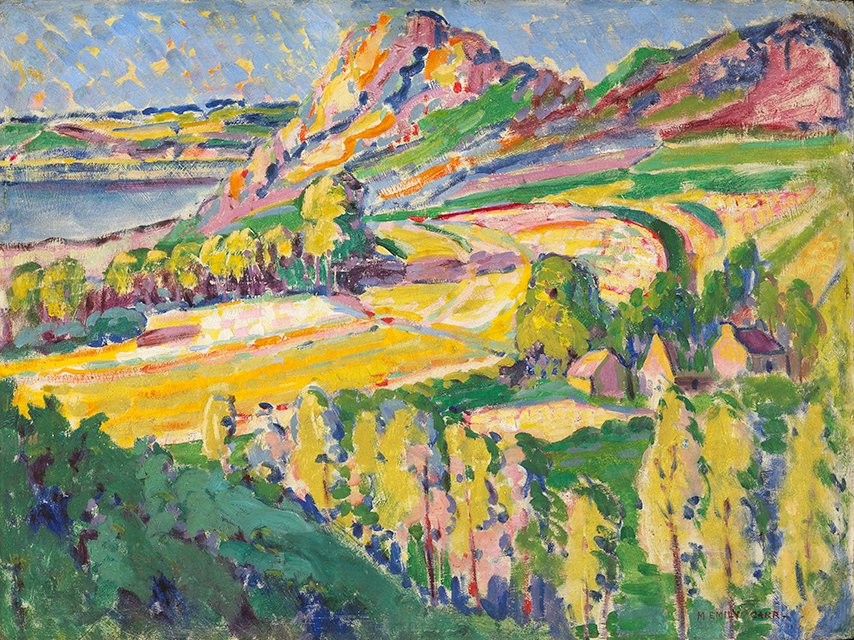
Емілі Карр, Осінь у Франції, 1911. Національна галерея Канади

Карр запам'яталася насамперед своїм живописом. Вона була однією з перших мисткинь, яка намагалася відобразити дух Канади в сучасному стилі. Раніше канадський живопис був переважно представлений портретами та репрезентативними пейзажами. Основними темами Карр у її зрілій творчості були корінні народи і природа: «індіанські тотемні стовпи, розташовані в глибоких лісових місцях або серед покинутих індіанських поселень», а згодом «великі ритми західних лісів, пляжів з викинутими на берег стовбурами, із небом, що розкинулось над ними». Вона поєднала ці дві теми у свій унікальний спосіб. Її «якості художньої майстерності та бачення […] дозволили їй надати форму тихоокеанському міфу, який був так акуратно переціджений через її уяву».
У Каліфорнійській школі дизайну в Сан-Франциско Карр брала участь у заняттях з мистецтва, які були зосереджені на різноманітних художніх стилях. Багато викладачів, від яких Карр навчалась, самі були виховані в традиціях витончених мистецтв Парижа, Франції. Хоча вона брала уроки малювання, портрету, натюрморту, пейзажного живопису, квіткового живопису, Карр сама воліла писати пейзажі.
Карр відома своїми картинами сіл Перших націй та тихоокеанських північно-західних індіанських тотемів, але Марія Тіппет вважає, що саме рідкісні зображення лісів Британської Колумбії роблять її роботу унікальною. Карр побудувала нове розуміння Каскадії. Це розуміння включає новий підхід до презентації корінних жителів та канадських пейзажів.
Відвідавши село Ґітксан у Кітванкулі влітку 1928 р., Карр захопилася різьбами праматері у тихоокеанських північно-західних індійських тотемних палях. Після того, як Карр побачила їх як елемент місцевих пейзажів, ці зображення матері та дитини у різьбах місцевих племен вилились на її полотна.
Її живопис можна розділити на кілька різних фаз: її ранні роботи до навчання в Парижі; її ранні картини під фовістським впливом з її перебування в Парижі; постімпресіоністський середній період до її зустрічі з Групою Сімох; та її пізніший, формалістичний період, під посткубістичним впливом Лорена Гарріса та американського художника і друга Марка Тобі. Карр використовувала для своїх ескізів вугілля та акварель, а пізніше — також малярні фарби, розріджені гасом, на манільському папері. Найбільшою кількість її зрілих робіт писані олією на полотні або, коли грошей бракувало, олією на папері.
28 листопада 2013 року одна з картин Карр — «Божевільні сходи» — була продана за 3,39 млн доларів на мистецькому аукціоні в Торонто. Ця трансакція є рекордною ціною картини канадської художниці.

### Проза
Карр також запам'яталася тим, що вона написала, переважно про друзів з-поміж представників місцевих племен. Окрім Клі Вік, Карр написала «Книгу малого» (1942), «Будинок усяких різних» (1944) і, видану посмертно, «Наростаючі болі» (1946), Пауза (1953), «Серце павича» (1953) та «Сотні й тисячі» (1966). Деякі з цих книг є автобіографічними та розкривають Карр як зрілу письменницю. Критикували її драматичні оповідання, оскільки деякі читачі очікували від них більшої історичної достовірності.

## Визнання

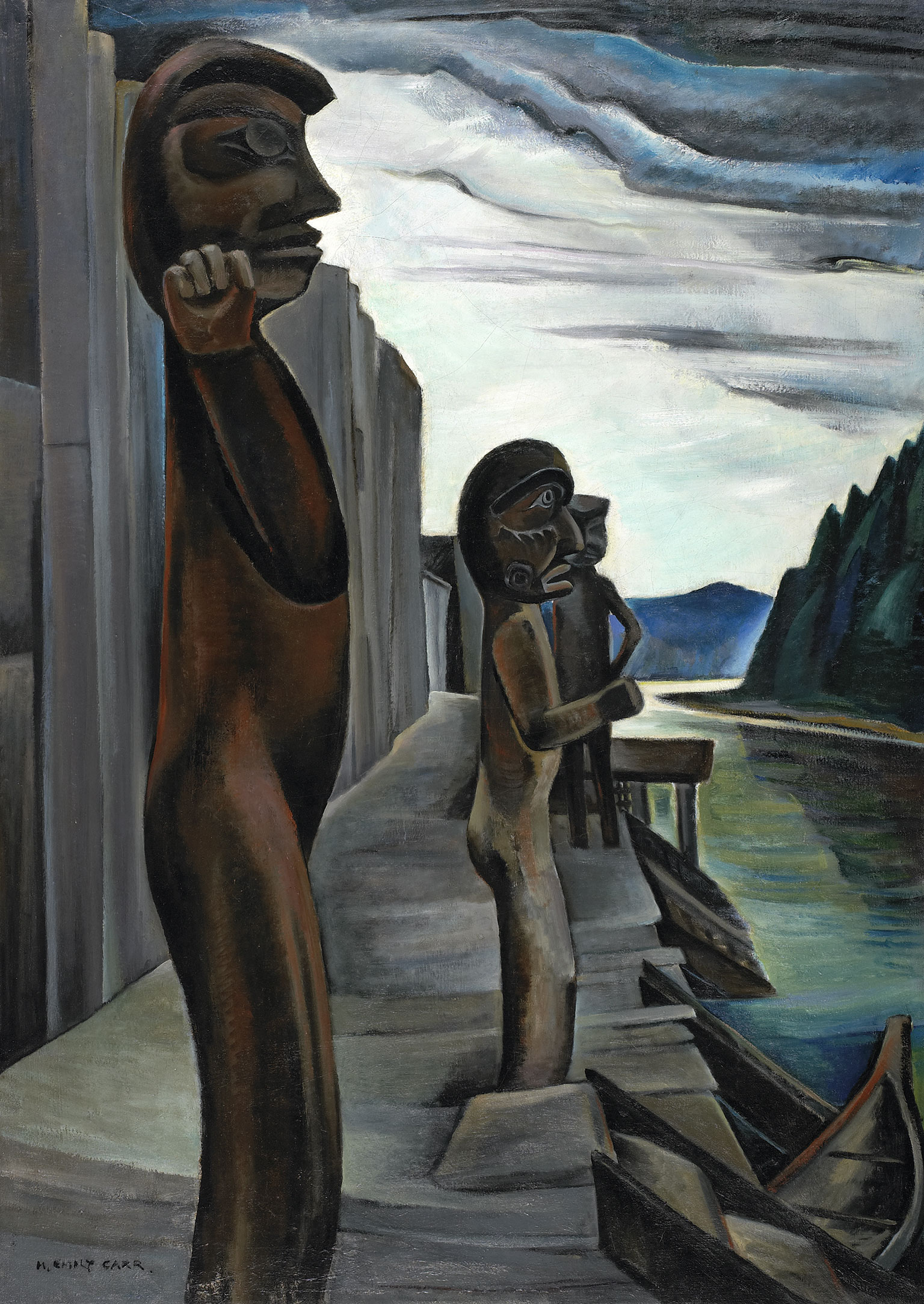
Емілі Карр, гавань Бланден, 1930 рік

Саме життя Карр зробило її «канадською іконою», повідомляє Канадська енциклопедія англ. The Canadian Encyclopedia. Окрім того, що вона була «мисткинею вражаючої оригінальності та сили», вона була незвично пізньою мисткинею зрілого віку, створивши свою найвідомішу роботу у віці 57 років. Карр була також мисткинею, яка зуміла, попри те, що жила в суспільстві, далекому від її художніх устремлінь, і працювала в основному на самоті, далеко від основних художніх центрів, стати «улюбленицею жіночого руху» (див Джорджія О'Кіф, з якою вона познайомилася у 1930 р. у Нью-Йорку). Емілі Карр показала північ представникам півдня; захід представникам сходу; проблиски древньої культури корінних народів Америки — новоприбулим європейцям на континенті. Однак слід визнати, що історики мистецтва, які писали про Карр глибинні розвідки, часто висвітлювали при цьому їхні власні конкретні точки зору: феміністичні дослідження (Sharyn R. Udall, 2000), дослідження корінних народів (Герта Морей, 2006) або критичне дослідження того, що художник говорить, як інструмент для аналізу його робіт (Чарльз К. Гілл, Ієн Том, 2006).
У 1952 році роботи Емілі Карр, а також роботи Девіда Мілна, Ґудріджа Робертса та Альфреда Пеллана представляли Канаду на Венеціанському бієнале.
12 лютого 1971 р. Пошта Канади випустила 6 ¢ марку «Емілі Карр, художниця, 1871—1945 рр.», Розроблену Вільямом Рютером за мотивами «Великого Крука» Емілі Карр (1931 р.), що зберігається у Ванкуверській художній галереї. 7 травня 1991 р. Пошта Канади випустила марку вартістю 50 ¢'«Ліс, Британська Колумбія, Емілі Карр, 1931—1932 рр.», розроблену П'єром Івом Пелетьє за картиною «Ліс», Британська Колумбія (1931—1932 рр.), також із колекції Художньої галереї Ванкувера.
У 2014—2015 роках у картинній галереї Далвіч на півдні Лондона відбулась персональна виставка, вперше така виставка була проведена у Великій Британії.
Мала планета 5688 Клівік названа на честь Емілі Карр.

## Пам'ять
- Будинок Емілі Карр у Вікторії, Британська Колумбія
- Університет мистецтва та дизайну Емілі Карр у Ванкувері, Британська Колумбія[55]
- Публічна бібліотека Емілі Карр у Вікторії, Британська Колумбія[56]
- Середня школа Емілі Карр у Вудбріджі, Онтаріо
- Початкова школа Емілі Карр у Ванкувері, Британська Колумбія[57]
- Середня школа Емілі Карр в Оттаві, Онтаріо[58]
- Державні школи Емілі Карр у Лондоні,[59] Торонто,[60] та Оквіллі, Онтаріо[61]
- У 1994 р. Робоча група з питань номенклатури планетних систем Міжнародного астрономічного союзу прийняла назву Карр для кратера на Венері. Кратер Карр має приблизний діаметр 31,9 кілометра[62].
- Емілі Карр Інлет, рукав Чапл Інлет на північному узбережжі Британської Колумбії

## Біографії
Повною ілюстрованою біографією художниці Емілі Карр, яка підкреслює як її життя, так і розвиток її мистецтва, є Емілі Карр: біографія Марії Тіппет, Оксфорд Юніверсіті Прес, 1979 (ISBN 9780887847561). Біографія Тіппет виграла премію генерал-губернатора за англомовний документальний твір у 1979 р.
Було опубліковано кілька біографій про життя Карр з необґрунтованими домислами. Романістка Сьюзен Вріленд 2004 року у книзі «Любителька лісів» виводить персонажів, яких не було в житті Карр, а також фактично розповідає про випадки, яких насправді не було, а також змінює деяких персонажів та хронологію для покращення сюжету. Книга — це новелізація, а не біографія, заснована на подіях із життя Карр, у якій Емілі Карр є головною героїнею / дійовою особою. Кожна частина роману представлена репродукцією картини Карр.

## Архіви
В архіві Британської Колумбії зберігається найбільша колекція творів мистецтва, ескізів та архівних матеріалів Емілі Карр, що включає фонди Емілі Карр, Художню колекцію Емілі Карр та масив архівних документів, що зберігаються у фондах друзів Карр. У Бібліотеці та архіві Канади є фонд Емілі Карр. Архівний контрольний номер — R1969, колишній архівний контрольний номер MG30-D215. Фонд охоплює діапазон дат з 1891 по 1991 рік. Він складається з 1.764 метрів текстових записів, 10 фотографій, 1 відбитка, 7 малюнків. Ряд записів оцифровано, вони доступні в Інтернеті. Бібліотека та архів Канади також мають низку інших фондів, що містять матеріали, які стосуються Емілі Карр та її художніх творів.

## Рекомендована література
- Bogart, Jo Ellen (2003), Emily Carr: At the Edge of the World, Maxwell Newhouse, ISBN 0-88776-640-4, архів оригіналу за 18 серпня 2021, процитовано 27 листопада 2020
- Carr, Emily (2006), Hundreds and Thousands: The Journals of Emily Carr, Douglas & McIntyre, ISBN 978-1-55365-172-7, архів оригіналу за 15 серпня 2021, процитовано 27 листопада 2020
- Crean, Susan (2001). The Laughing One:A Journey to Emily Carr. Toronto: HarperCollins Flamingo. ISBN 978-0-00-200062-8. Архів оригіналу за 15 квітня 2021. Процитовано 9 травня 2020.
- Francis, Daniel (1992). The Imaginary Indian: The Image of the Indian in Canadian Culture. Arsenal Pulp Press. ISBN 9781551524252. Архів оригіналу за 17 жовтня 2020. Процитовано 21 жовтня 2020.
- Klerks, Cat (2003), Emily Carr: The Incredible Life and Adventures of a West Coast Artist, Altitude Pub, ISBN 1-55153-996-9, архів оригіналу за 14 серпня 2021, процитовано 27 листопада 2020
- Marchessault, Jovette (1992). The magnificent voyage of Emily Carr. Vancouver: Talonbooks. ISBN 978-0-88922-314-1. Архів оригіналу за 15 квітня 2021. Процитовано 10 травня 2020..
- Moray, Gerta (2006). Unsettling encounters : First Nations imagery in the art of Emily Carr /. Seattle: University of Washington Press. ISBN 0-295-98608-5. Архів оригіналу за 15 квітня 2021. Процитовано 10 травня 2020..
- Newlands, Anne (1996). Emily Carr : an introduction to her life and art. Willowdale: Firefly Books Ltd. ISBN 1-55209-045-0. Архів оригіналу за 15 квітня 2021. Процитовано 10 травня 2020..
- Orford, Emily-Jane Hills. (2008). «The Creative Spirit: Stories of 20th Century Artists». Ottawa: Baico Publishing. ISBN 978-1-897449-18-9.
- Pearson, Carol (1954). Emily Carr as I Knew Her. Toronto: Clark Irwin. ISBN 1-77151-174-5. Архів оригіналу за 15 квітня 2021. Процитовано 27 листопада 2020.
- Reid, Dennis. (1988). A Concise History of Canadian Painting 2nd Edition. Toronto: Oxford University Press. ISBN 0-19-540663-X.
- Thom, Ian; Hill, Charles (eds.) (2006). Emily Carr: New Perspectives on a Canadian Icon. Douglas & McIntyre. ISBN 1-55365-173-1. Архів оригіналу за 15 квітня 2021. Процитовано 27 листопада 2020.
- Tippett, Maria (1979). Emily Carr: A Biography. Toronto: Toronto : Oxford University Press. ISBN 0-19-540314-2. Архів оригіналу за 15 квітня 2021. Процитовано 10 травня 2020..
- Udall, Sharyn Rohlfsen (2001). Carr, O'Keeffe, Kahlo : places of their own. New Haven: Yale University Press. ISBN 978-0-300-09186-1. Архів оригіналу за 15 квітня 2021. Процитовано 10 травня 2020..